# Diamesa nivalis
Diamesa nivalis är en tvåvingeart som först beskrevs av Jean-Jacques Kieffer 1924.  Diamesa nivalis ingår i släktet Diamesa och familjen fjädermyggor.
Artens utbredningsområde är Tyskland. Inga underarter finns listade i Catalogue of Life.